# 22470 Shirakawa-go
A 22470 Shirakawa-go (ideiglenes jelöléssel 1997 CR21) a Naprendszer kisbolygóövében található aszteroida. N. Sato fedezte fel 1997. február 9-én.